# رمضان شلاش
رمضان شلاش بن عبد الله السليمان السراوي الزبيدي (1882 في قرية الشميطية، دير الزور - 1961 في دمشق)، اشتهر بكونه قد شكّل جيشاً من العشائر العربية لتحرير دير الزور من الإنجليز، وشارك في ثورة الغوطة، وقد نُفي إلى بيروت مرتين.

## نشأته
نشأ نشأة كريمة في كنف والده شلاش العبد الله السليمان شيخ عشائر البوسرايا، وبعد بلوغه العاشرة من عمره استدعاه السلطان عبد الحميد الثاني إلى الأستانة ليدرس في مدرسة العشائر العربية عام 1892، فقد اختير تلامذتها من أبناء الشيوخ، وتخرج منها عام 1897 فألحقه السلطان عبد الحميد بالمدرسة الحربية، فدرس بها ثماني سنوات وتخرج فيها عام 1905 برتبة ملازم خيال. عيّنه السلطان عبد الحميد مرافقاً فخرياً له، ومن ثم جرى تعيينه في حلب برتبة ملازم بلواء الخيالة، وبعد خلع السلطان عبد الحميد من الحكم، نُقل رمضان شلاش إلى دمشق وشارك بقيادة وحدة حربية للجيش العثماني، وبعد ذلك شارك في معارك طرابلس الغرب عام 1912، ثم عاد بعد ذلك إلى الموصل بالعراق ليقوم بتأمين معيشة الفيلق الثاني عشر بقيادة ياسين الهاشمي.
في عام 1914 بعد اندلاع الحرب العالمية الأولى، عُيّن رمضان شلاش من قبل ياسين الهاشمي قائداً لسرية الجمالة في الجولان في القنيطرة، وانتسب إلى جمعية المنتدى الأدبي، وفي عام 1916 عيّن قائداً للسرية الخامسة في لواء الهجّانة في المدينة المنورة، ثم التحق بالجيش العربي بدعوة من الأمير زيد، ورجع إلى دمشق حيث عيّنه الأمير فيصل حاكماً عسكرياً على قضاء الفرات، الرقة، والخابور عام 1919.

## نضالاته

### نضاله ضد الإنجليز
احتلت القوات البريطانية محافظة دير الزور أثر انسحاب القوات التركية منها في أوائل كانون الأول عام 1919، عقب اتفاقية سايكس بيكو التي جعلت هذه المنطقة من حصة بريطانيا على أن تكون الموصل في العراق من حصة فرنسا، وعين بقيادة الجنرال كافير (ويسمى كاروبر) حاكماً عسكرياً على المدينة.
لم يقبل الأهالي بهذا الاحتلال وبدأت الاحتجاجات والثورات الشعبية تعم كافة المدينة، واجتمع وجهاء المدينة، وقادة النضال الثوري وهم الشيخ محمد سعيد العرفي، والشاعر الفراتي، وخضر لطفي الخفاجي، وثابت عزاوي، وتحسين الجوهري، ومحمد أمين عليوي الخفاجي، والزعيم عياش الحاج وغيرهم وراسلوا حكومة دمشق برغبتهم في زحف رمضان شلاش إلى ديرالزور، وكان حاكماً عسكرياً للرقة، وكذلك كانت رغبة الضباط العراقيين وحزب العهد العراقي لجعل الدير قاعدة لتحرير العراق.
قام رمضان شلاش بتأليف جيش من العشائر إضافة إلى من كانوا معه من عشيرته البوسرايا، حتى وصل عدد جيشه إلى 500 رجل منهم على الخيل والقليل منهم على الإبل، وحين وصل إلى منطقة قريبة من دير الزور توقف هو وقواته، فأعاد تنظيم الفرسان المقاتلين وأعطاهم التعليمات اللازمة، وكان ذلك يوم 10 كانون الأول 1919 على أن يبدؤوا بالهجوم على القوات الإنكليزية في فجر اليوم التالي، وبالفعل في فجر ذلك اليوم هاجم شلاش دير الزور واصطدم مع قوات الاحتلال البريطاني، ودامت الاشتباكات 8 ساعات متواصلة كانت كفيلة بتكبيد الاحتلال البريطاني خسائر فادحة بالعدد والعتاد، ووقع ما تبقى من هذه القوات أسرى بيد شلاش وجيشه.
قام أهالي دير الزور بتقديم كل المساعدة وشاركوا بالقتال وفي اليوم التالي قام شلاش بدخول إدارة الحاكم السياسي الإنكليزي وتم الاستيلاء على الأموال والعتاد، ونسف خزانات الوقود وأخرج المساجين والقى القبض على كافير الحاكم الإنكليزي للدير واخذه شلاش رهينة ومن معه وطالبوه بعقد الهدنة مقابل المحافظة على سلامته ومن معه واستطاع ان يجنب المنطقة من ردة فعل المستعمر الإنكليزي وغارات طائراته، وعقدت الهدنة في منزل الحاج فاضل عبود بوجود بعض القيادات الثورية ووجهاء المدينة وبعض شيوخ العشائر.
تابع شلاش وجيشه زحفهم إلى البو كمال حيث اصطدم مع الانكليز فيها وجرت معركة كبيرة شارك فيها الكثير من عشائر العقيدات واستشهد فيها الشيخ عبيد الدندل، وقتل عدداً من أفراد القوات الانكليزية ودمر الكثير من سلاحهم ففروا هرباً إلى (عانة) القضاء الأول في العراق، مما أرعب تشرشل وزير المستعمرات البريطانية الذي وقف مذهولاً أمام جيشه قائلاً:
| رمضان شلاش | إن أكبر عدوين لبريطانيا العظمى في الشرق هما لينين في الشمال ورمضان شلاش في الجنوب. | رمضان شلاش |

كان لهذه الثورة الكبيرة ردة فعل عالمية إذ استطاع شلاش أن يهزم أقوى دولة كانت موجودة آنذاك ويغير ملامح المنطقة ويقلب موازين السياسات الاستعمارية حيث ألغيت اتفاقية سايكس بيكو وطموحات الدول الاستعمارية الخبيثة.

### نضاله ضد الفرنسيين
ناضل رمضان ضد الفرنسيين في منطقة الفرات، فبعد النصر الكبير الذي حققه رمضان شلاش على الإنجليز، أصبح هذا المجاهد محطّ أنظار الجميع، ولمع نجمه في جميع الأراضي السورية وبلاد الشام والحجاز والعراق، وعندما بدأ التخطيط لاحتلال سورية من قبل فرنسا استنجد الأمير فيصل برمضان شلاش وقابله في دمشق ورفعه إلى رتبة زعيم، وكلّفه بإشعال نار الثورة في منطقة الفرات في حال هجوم فرنسا على سوريا. فلبى رمضان النداء واتجه إلى منطقة الفرات يستنفر عشيرته والعشائر القاطنة في وادي الفرات، وشكّل جيشاً قوامه 3000 مجاهد، حاصر دير الزور لمنع الفرنسيين من دخولها، وجرت معارك كبيرة بينه وبين القوات الفرنسية، استشهد فيها سبعة من المجاهدين وقتل عدد من أفراد القوات الفرنسية، ودام القتال والمقاومة عدة أيام، ولكن عدم التكافؤ في العدد والعتاد أدى إلى دخول الفرنسيين إلى دير الزور، وانسحب رمضان شلاش بقواته، وتابع مع كتيبته من الفرسان إلى حوران والتقى هناك قائد الثورة السورية الكبرى الزعيم سلطان باشا الأطرش ونسيب البكري وجميل مردم بك وجرى تكليف شلاش بمقاومة الاحتلال الفرنسي في الغوطة.
فقام رمضان شلاش ومعه المجاهد حسن الخراط بمهاجمة قصر العظم في دمشق، بعد أن وصلت أنباء عن وجود القائد الفرنسي «ساراي» في القصر، فحاصروا القصر وقتلوا الجنود الفرنسين فيه، ولكنهم لم يعثروا على ساراي مما دفع هذا الأخير إلى قصف دمشق في اليوم التالي أي 20 أكتوبر 1925. ثم انسحب شلاش من الغوطة مع قواته المؤلفة من 100 هجان و100 خيال وتوجهوا إلى دوما برفقة الثوار الشيخ خلف النعير وهائل سلام بك وبدؤوا بمهاجمة دوما وانقضوا بغتة على الحامية الفرنسية وحاصروا الثكنة ونشبت معركة كبيرة تغلب فيها الثوار على الحامية وأحرقوا السرايا وقتلوا عدداً من الجنود الفرنسيين وغنموا الخيل والعتاد.
عندما سمع أهالي الضمير بالنصر الكبير الذي حققه رمضان شلاش في دوما، سارعوا إليه يستنجدوه بسبب وجود قوة من الهجانة الفرنسية فيها، حيث ضايقت الأهالي هناك فلبى رمضان طلبهم وزحف إلى الضمير ومعه موسى الشركسي وأبو شريف في قيادة الثوار، وعند الفجر في اليوم التالي هاجموا القوة الفرنسية وقتلوا عدداً من أفرادها واستولوا على العتاد مما دفع الجيش الفرنسي إلى قصفهم بالطيران فتراجعوا قليلاً، وبعد أن هدأ القصف عاد الثوار بقيادة شلاش فدخلوا قرية الضمير وتم تحريرها، وكانت هذه الانتصارات المتلاحقة لرمضان شلاش قد جعلت منه شخصية حربية لامعة في جميع المناطق أدى ذلك إلى توافد المتطوعين من كل مكان حتى وصل تعداد قواته ما يقارب 800 من المشاة و300 من الفرسان، والذين قادهم إلى الرحيبة فحررها ومن ثم إلى جيرود والقلمون واستطاعوا احتلال سرايا جيرود ثم دخلوا المعظمية، وقام بعدها بتحرير القطيفة، حيث أحرق جميع الأوراق والمستندات الفرنسية ودعا أهلها للانضمام إلى الثورة.
هاجمت قوات شلاش النبك واحتلت أماكن الجند واعتقلت 31 دركياً، بعدها جاءت قوة فرنسية لتحريرهم ونصب شلاش وقواته لهم كميناً وفتكت بهم وقتلت عدداً منهم ودمرت مدرعات وسيارات فرنسية كانت برفقة القوات الفرنسية، ولم تسلم سوى مدرعتين للمستشار والقائد واستطاعت قوات شلاش أن تقتل 70 سنغالياً وحين سمعت قيادة الجيش الفرنسي بذلك كانت ضربة قوية حيث كانت النبك مركزاً لعملياتهم فقامت بإرسال حملة مشاة من الجنود السنغالين وخيالة الدرك وثلاث مصفحات لمهاجمة شلاش وقواته حيث فتك بهم شلاش مرة أخرى وقتل معظم ضباط الحملة واستولوا على كثير من البنادق والرشاشات الثقلية وصناديق للذخيرة، ومن ثم توجه شلاش إلى حمص وحماة يستنفر أهلها والعشائر المجاورة على الثورة والمقاومة وانتهى به المطاف في السلمية حيث حكم عليه من قبل الفرنسيين بالإعدام، فظل ملاحقاً من قبل القوات الفرنسية التي نجحت في إلقاء القبض عليه عام 1926 ووضعوه في الإقامة الجبرية في بيروت حتى عام 1937، بعد ذلك صدر عفو فرنسي عن جميع الثوار الذين شاركوا بالثورة ضد فرنسا وعاد شلاش إلى دير الزور ليعلن الثورة في منطقة البصيرة بدير الزور عام 1941 وعاد الفرنسيون فقبضوا عليه ووضعوه تحت الإقامة الجبرية في بيروت حتى عام 1946، وبعد استقلال سوريا ثم عاد إلى دير الزور وبقي فيها حتى عام 1961 حيث أصيب بمرض اضطره إلى القيام بعملية جراحية في دمشق وتوفي في 21 أغسطس 1961 في دمشق ودفن في مقبرة ذي الكفل.